# Welle, Harburg
Welle là một đô thị thuộc huyện Harburg, bang Niedersachsen, Đức. Đô thị này có diện tích 19,93 km².